# Vipassi
Vipassī (Pali) bzw. Vipaśyin (Sanskrit) ist ein Buddha eines früheren Weltzeitalters. Vipassī gehört zu den transzendenten Buddhas wie Amitabha, Vairochana,  Ratnasambhava, Vajrasattva und viele andere. Sie sind Lehrer der  Bodhisattvas  und herrschen jeweils über ein Paradies, das heißt ein „Reines Land“.
Siehe auch: Liste von Buddhas